# Obejd Zakani
Obejd Zakani (pers. عبيد زاکانى) – perski poeta.
Najwybitniejszy satyryk klasycznej literatury perskiej działający na przełomie XIII i XIV wieku.

## Literatura
- Úbeid Zakani: błazeństwa i mądrości / Zofia Józefowicz-Czabak, Polskie Towarzystwo Orientalistyczne, Zakład Narodowy im. Ossolińskich, Wrocław 1988.

## Adaptacje filmowe
- Jak kot walczył z myszami – radziecki krótkometrażowy film animowany z 1985 roku w reżyserii Munawara Mansurchodżajewa